# Вербовский, Иван Устинович
Иван Устинович Вербовский (1910—1978) — старшина Рабоче-крестьянской Красной армии, участник Великой Отечественной войны, Герой Советского Союза (1945).

## Биография
Родился 7 ноября 1910 года в селе Ивановка (ныне — Кировоградской области Украины) в семье крестьянина. Окончил четыре класса сельской школы.
С 1930 года был матросом на пароходе «Волга», затем работал кузнецом военно-конного завода, конюхом в совхозе «Запорожский». В 1941 году Вербовский был призван на службу в Рабоче-крестьянскую Красную армию. С июня того же года — на фронтах Великой Отечественной войны. В 1944 году он окончил курсы санинструкторов, был санинструктором батальона 26-го гвардейского воздушно-десантного полка 9-й гвардейской воздушно-десантной дивизии 5-й гвардейской армии 1-го Украинского фронта.
В августе 1944 — феврале 1945 года Вербовский принимал участие в боях на Сандомирском плацдарме, форсировании Одера и ряде других сражений. За этот период он вынес с поля боя 212 получивших ранения советских солдат и офицеров вместе с их личным оружием и оказал им первую помощь, неоднократно отличался и проявлял героизм в защите жизни раненых.
Указом Президиума Верховного Совета СССР от 27 июня 1945 года за «образцовое выполнение боевых заданий командования на фронте борьбы с немецкими захватчиками и проявленные при этом мужество и героизм» гвардии старший сержант Иван Вербовский был удостоен высокого звания Героя Советского Союза с вручением ордена Ленина и медали «Золотая Звезда» за номером 8696.
В сентябре 1945 года в звании старшины Вербовский был демобилизован. Проживал и работал в Тирасполе, умер 12 октября 1978 года. Похоронен на тираспольском кладбище «Дальнее».
Был также награждён орденом Красного Знамени и рядом медалей.